# العلا (رماح)
مركز العلا هو مركزٌ إداري تابعٌ لمحافظة رماح في منطقة الرياض ، وتصنف من فئة (ب) ورمزها 1415.